# 中本環
中本環（なかもと　たまき、男性、1937年8月15日-　）は、日本文学研究者。
広島県呉市生まれ。広島大学文学部国文科卒、同大学院博士課程満期退学、尾道短期大学講師、比治山女子短期大学助教授、熊本大学教育学部助教授、教授、2003年定年退官。文学雑誌『町塾』を刊行する。光村図書の小中学校国語教科書の編纂にも携わった。

## 著書
- 『日本古典文学における愛のかたち 小野小町から山頭火まで』KTC中央出版 1994
- 『良寛のこころ』KTC中央出版 1996
- 『一休宗純の研究』笠間書院 1998
- 『時と風景 エッセー集』町塾社 町塾叢書 2001

### 校注・共編
- 『叢刊日本文学における美と情念の流れ [5]』大久保典夫等編集 田中伸,山田清市共校注 現代思潮社 1973
- 一休『狂雲集・狂雲詩集・自戒集』校註 現代思潮社 新撰日本古典文庫 1976
- 『国語科教育論』足立悦男共編 東信堂 現代教科教育シリーズ 1988

## 論文
- Cinii

## 注
1. ↑  『現代日本人名録』2002年